# София фон Мансфелд
София фон Мансфелд (на немски: Sophia von Mansfeld; Sophie von Mansfeld; † сл. 1233) е графиня, наследничка на Мансфелд и чрез женитба бургграфиня на Кверфурт, графиня на Мансфелд и Шраплау.

## Произход
Тя е дъщеря на граф Бурхард I фон Мансфелд († 13 декември 1229) и съпругата му Елизабет фон Шварцбург († сл. 1233), дъщеря на граф Хайнрих I фон Шварцбург († 26 юли 1184) и графиня и ландграфиня фон Винценбург (* 1149; † пр. 1204), дъщеря на граф Херман II фон Винценбург и втората му съпруга Луитгард фон Щаде.
Сестра е на Гертруд фон Мансфелд († сл. 1230), омъжена 1229 г. за граф Херман I фон Мансфелд, бургграф на Нойенбург-Фрайбург († 1269/1271).

## Фамилия
София фон Мансфелд се омъжва през 1217 г. за бургграф Бурхард фон Кверфурт II/VI († 1254/1258), син на бургграф Гебхард IV фон Кверфурт († 1216), бургграф на Магдебург, и графиня Луитгард фон Насау († 1222). Те имат децата:
- Буркхард III фон Кверфурт († между 3 юли и 4 декември 1273/1279), бургграф на Магдебург, Кверфурт, граф на Мансфелд, женен I. за Ермгард, II. пр. 1264 г. за Ода фон Регенщайн († сл. 1 декември 1274)
- Бурхард VI († сл. 1303) преименуван на Лапе, господар на Шраплау, женен за фон Лобдебург-Арнсхаугк, баща на Бурхард III († 1325), архиепископ на Магдебург (1307 – 1325), граф на Шраплау
- Зигфрид II фон Кверфурт († 1310), епископ на Хилдесхайм (1279 – 1310)
- Гебхард фон Кверфурт († сл. 1301)